# William Whitby
William T. Whitby (Mareeba, ...) è un medico e avvocato australiano, ex Presidente della British Medical Association.
Noto soprattutto come critico della campagna antifumo, nega gli effetti dannosi del fumo di tabacco, e con argomentazioni soggettive pseudoscientifiche sostiene presunti e mai dimostrati effetti benefici e curativi del tabagismo.

## Biografia
Della vita di William T. Whitby si sa molto poco. Si laurea in medicina a Sydney, dove opera come medico generico nel quartiere di Bondi Junction, presumibilmente attorno agli anni '60 del XX secolo. Sicuramente nel 1979, data della pubblicazione del suo primo libro, si è già ritirato dalla professione.
Alla professione medica affianca una passione per la giurisprudenza, tanto da laurearsi anche in legge ed esercitare per un certo periodo come avvocato e medico legale. È stato presidente della British Medical Association.
Il 16 maggio 1979 Whitby pubblica sul Sydney Daily Telegraph il seguente annuncio a pagamento:
«RICOMPENSA DI 10.000 DOLLARI. Pagherò 10.000 dollari a chiunque potrà provare secondo criteri scientifici che il fumo ha causato anche un solo caso di cancro al polmone, cardiopatia o altra malattia.» L'annuncio rimane senza risposta, fatto che Whitby interpreta come prova a sostegno delle proprie tesi, nonostante questo sia solo la prova che sia ignorato dalla comunità scientifica.

## La critica alla campagna antifumo
Basandosi sulla sua esperienza di medico e di fumatore (di pipa), Whitby arriva gradualmente a convincersi che la campagna antifumo, promossa a partire dagli anni '60 del XX secolo nei maggiori paesi occidentali, sia infondata.
Nel 1979 pubblica un primo libro in cui presenta le sue idee, Smoking Is Good for You (Il fumo vi fa bene), presto tradotto in otto lingue fra cui l'italiano (Rizzoli, 1983), cui fa seguito una seconda pubblicazione nel 1986, The Smoking Scare De-bunked (L'allarme fumo demistificato).
Le principali tesi di Whitby possono venire riassunte come segue: il fumo di tabacco non è dannoso per la salute umana, e in particolare non è la causa né un fattore di rischio dell'insorgenza del cancro polmonare; ciò vale sia per il fumo cosiddetto «attivo» (cioè inalato direttamente dal fumatore) sia per il fumo cosiddetto «passivo» (cioè respirato dalle persone vicine al fumatore); viceversa, il fumo (attivo) può essere un valido fattore di prevenzione e/o cura per il cancro polmonare, l'asma, alcune malattie cardiache e altri disturbi.
Secondo Whitby, e in totale contraddizione con le evidenze cliniche e scientifiche, la campagna antifumo che associa il fumo al cancro polmonare e a varie altre malattie, sarebbe basata interamente su scienza spazzatura, cattivo uso della statistica, motivazioni politiche e isterismo di massa. In particolare, il governo degli Stati Uniti avrebbe a suo dire sostenuto e finanziato l'allarmismo antifumo, già a partire dagli anni '50, per motivi politici in maniera analoga a quanto fatto con le droghe leggere con il Marihuana Tax Act, per distrarre l'attenzione del pubblico e dei mezzi di informazione dai danni provocati dalla radioattività delle centrali nucleari e causati dallo sviluppo del proprio armamento nucleare.
Le argomentazioni di Whitby, secondo quanto lui asserisce, si basavano sulla propria esperienza personale di fumatore e sulla propria pratica medica, sia su una critica delle basi scientifiche della campagna antifumo. Per esempio, Whitby sostiene che molti suoi pazienti sofferenti di asma e tosse avrebbero trovato sollievo nel fumo, che nella maggioranza dei casi ha avuto effetti curativi. L'autore suggerisce anzi che esattamente questi presunti effetti benefici del fumo siano la ragione per cui l'umanità fuma da migliaia di anni e per cui l'arte del fumo sia stata inventata e perfezionata nei secoli.
Per quanto riguarda la critica scientifica, Whitby sottolinea soprattutto tre punti: in primo luogo, tutti gli indizi che fanno pensare al fumo come causa del tumore polmonare e di altre malattie consistono esclusivamente in correlazioni statistiche; secondo, una correlazione statistica non può mai dimostrare un rapporto di causa-effetto; terzo, molti degli studi che rilevano queste correlazioni sono inaffidabili, errati o compromessi dai pregiudizi antifumo dei loro autori. Nessuna delle sue critiche è mai stata pubblicata citata o inserita in pubblicazioni scientifiche di qualsivoglia natura (non-peer reviewed magazine) o con impact factor anche minimo, ma si basano su elaborazioni di studi scientifici di altri ricercatori e scienziati, fra cui Ronald Fisher, che nel 1959 aveva criticato la validità scientifica dello studio di Richard Doll e Bradford Hill (1950) su cui parte della successiva campagna antifumo sarebbe stata basata.

## Critiche
Il libro e l'intera impostazione della campagna pro-fumo hanno inoltre ricevuto forti critiche, che ne contestano la validità scientifica evidenziando che le sue conclusioni si basano su aneddoti e casi isolati. Anche l'imparzialità di Whitby è stata messa in discussione, e l'autore è stato accusato di essere occultamente sostenuto e finanziato dall'industria del tabacco. Whitby ha respinto esplicitamente l'accusa..
Studi, ampie ricerche, e revisioni critiche di interi settori scientifici riguardanti i danni da fumo, convalidati dall'intera comunità scientifica internazionale, hanno al di fuori di ogni dubbio riconosciuto i gravi ed oggettivi danni causati dal fumo alla salute. L'Organizzazione mondiale della sanità, tramite la IARC, International Agency for Research on Cancer classifica il fumo di tabacco, sulle cinque categorie previste per gli agenti cancerogeni, come gruppo 1, cancerogeno per l'uomo.

## Opere
- (EN) William T. Whitby, Smoking Is Good for You, Bondi Junction (Australia), Common Sense Publications, 1978.
  -  William T. Whitby, Il fumo vi fa bene, Milano, Rizzoli, 1983. Traduzione italiana dell'edizione del 1981 di Smoking Is Good for You.
- (EN) William T. Whitby, The Smoking Scare De-bunked, Bondi Junction (Australia), Common Sense Publications, 1986.